# Paulo Futre
Paulo Jorge dos Santos Futre (født 28. februar 1966 i Montijo, Portugal) er en tidligere portugisisk fodboldspiller, der spillede som kantspiller eller alternativt angriber hos flere europæiske klubber, samt for Portugals landshold. Af hans klubber kan blandt andet nævnes FC Porto og SL Benfica i hjemlandet, spanske Atlético Madrid samt West Ham i England.

## Landshold
Futre spillede i årene mellem 1983 og 1995 41 kampe for Portugals landshold, hvori han scorede seks mål. Han deltog blandt andet ved VM i 1986 i Mexico.